# Tommaso Chiecchi
Tommaso Chiecchi (Zevio, 12 novembre 1979) è un ex calciatore italiano, di ruolo difensore.

## Carriera

### Giocatore
Inizia la sua carriera nel Chievo, dove esordisce in Serie B il 23 febbraio 1997 nell'incontro Chievo-Cosenza (3-2 per i veronesi) al Bentegodi, entrando alla mezz'ora del secondo tempo.
Nella stagione successiva segna la sua prima rete nella sua carriera siglando il vantaggio degli scaligeri al 27' nell'incontro con il Castel di Sangro (1-1 il risultato finale) giocato al Bentegodi il 19 ottobre 1997.
Dalla stagione 1998-1999 viene ceduto in prestito prima al Brescello, poi alla SPAL e quindi al Lumezzane nella stagione 2000-2001.
Torna al Chievo nel 2002, dove viene girato in prestito al Varese.
Nel 2005 passa in Serie B al Modena dove in due stagione collezionerà 34 presenze.
Torna nuovamente al Chievo nella stagione 2007-2008 dove contribuirà con 6 partite al raggiungimento del primo posto nel campionato cadetto e quindi alla promozione in Serie A della squadra clivense.
L'anno seguente viene di nuovo ceduto in prestito in Serie C1 dove giocherà con il Lumezzane 16 partite segnando anche 3 reti.
Passa ancora in prestito il campionato successivo, stavolta alla Pro Patria.
Nella stagione 2010-2011 gioca 29 partite nel Lecco.
Nell'estate 2011 scende in Serie D con il Sarego dove a fine stagione a 33 anni si ritira dal calcio giocato.

### Allenatore
Dalla stagione 2014-2015 allena la squadra dell'Ambrosiana di Sant'Ambrogio di Valpolicella in Eccellenza veneta con la quale ottiene una storica promozione in Serie D nel 2017. Dopo 7 anni di comune accordo lascia la società Ambrosiana per accasarsi al Caldiero società veronese militante anch’essa in Serie D. Per la stagione 22-23 passa alla Virtus Verona come allenatore in seconda.

## Palmarès
- Campionato italiano di Serie B: 1

Chievo: 2007-2008